# Chiesa dei Santi Mauro, Grato e Giocondo
La chiesa dei Santi Mauro, Grato e Giocondo è una chiesa cattolica situata nel comune di Madruzzo, in provincia di Trento; è sussidiaria della parrocchiale di Santa Maria Assunta di Calavino e fa parte dell'arcidiocesi di Trento. È detta anche "chiesa dei Santi di Corgnon" (o "Cornion", o denominazioni simili), dal nome della località in cui sorge.

## Storia

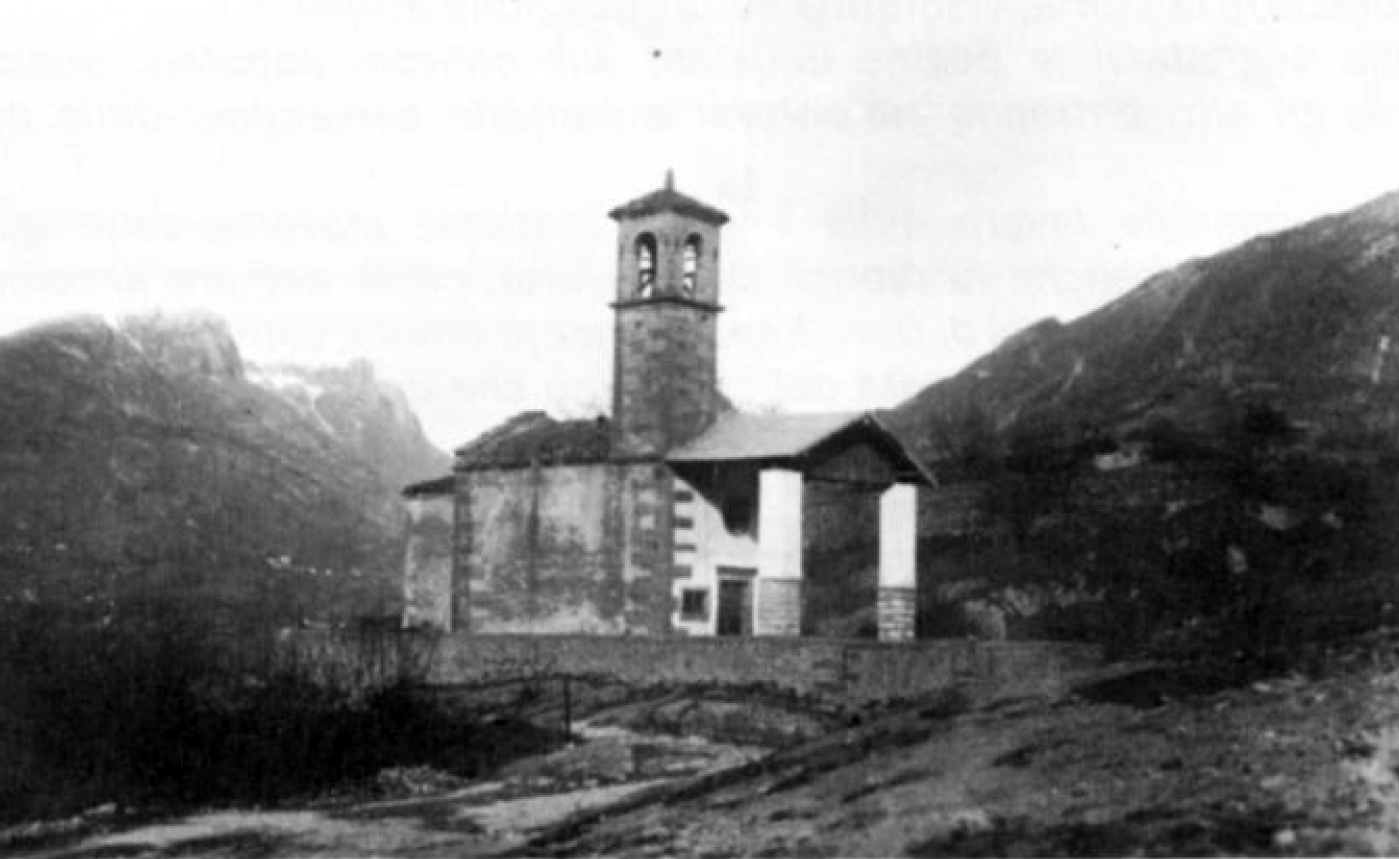
La chiesa prima degli anni 1950, con il pronao in facciata poi demolito

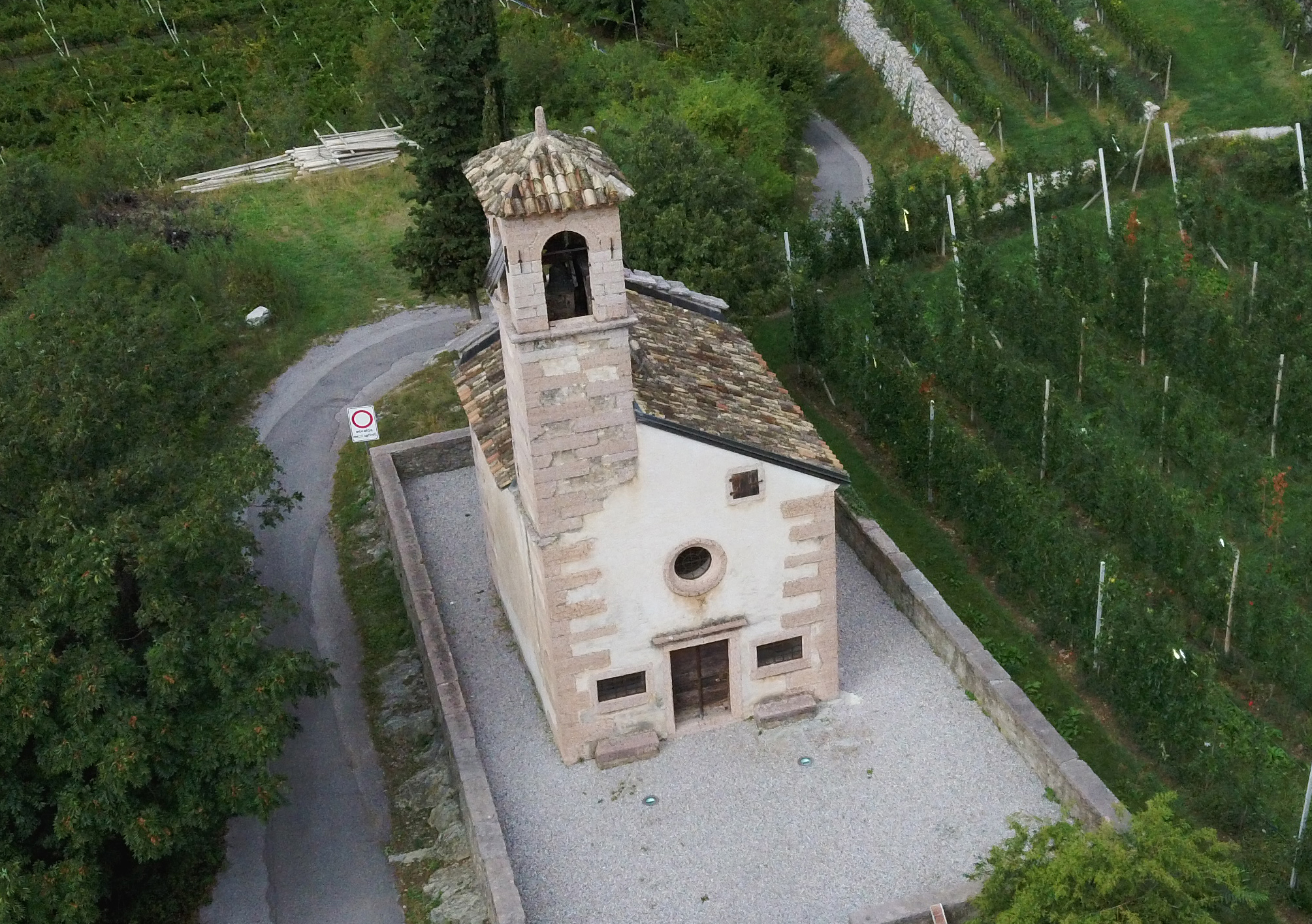
Vista aerea della chiesa

Edificata in origine nel 1399, svolse le funzioni della parrocchiale tra il 1528 e il 1540, mentre questa veniva ricostruita. Venne a sua volta ampliata o riedificata tra il 1599 (data incisa sull'oculo) e il 1600, per volontà del principe vescovo di Trento Ludovico Madruzzo; il 26 settembre 1620 venne riconsacrata, e nel 1657 il costruttore milanese Zovan Sola innalzò il campanile.
Nel 1814 l'intera costruzione venne spostata per allontanarla da una pozza d'acqua; nel 1874 venne fusa una nuova campana, e la vecchia venne spostata nel campanile della parrocchiale. Nel 1907, dopo una visita pastorale di Celestino Endrici, la facciata, i pilastri del pronao e gli interni vennero intonacati, e il tetto del pronao venne rifatto in zinco; negli anni 1950 il pronao venne rimosso, e nel 1995 venne effettuato l'ultimo restauro.

## Descrizione

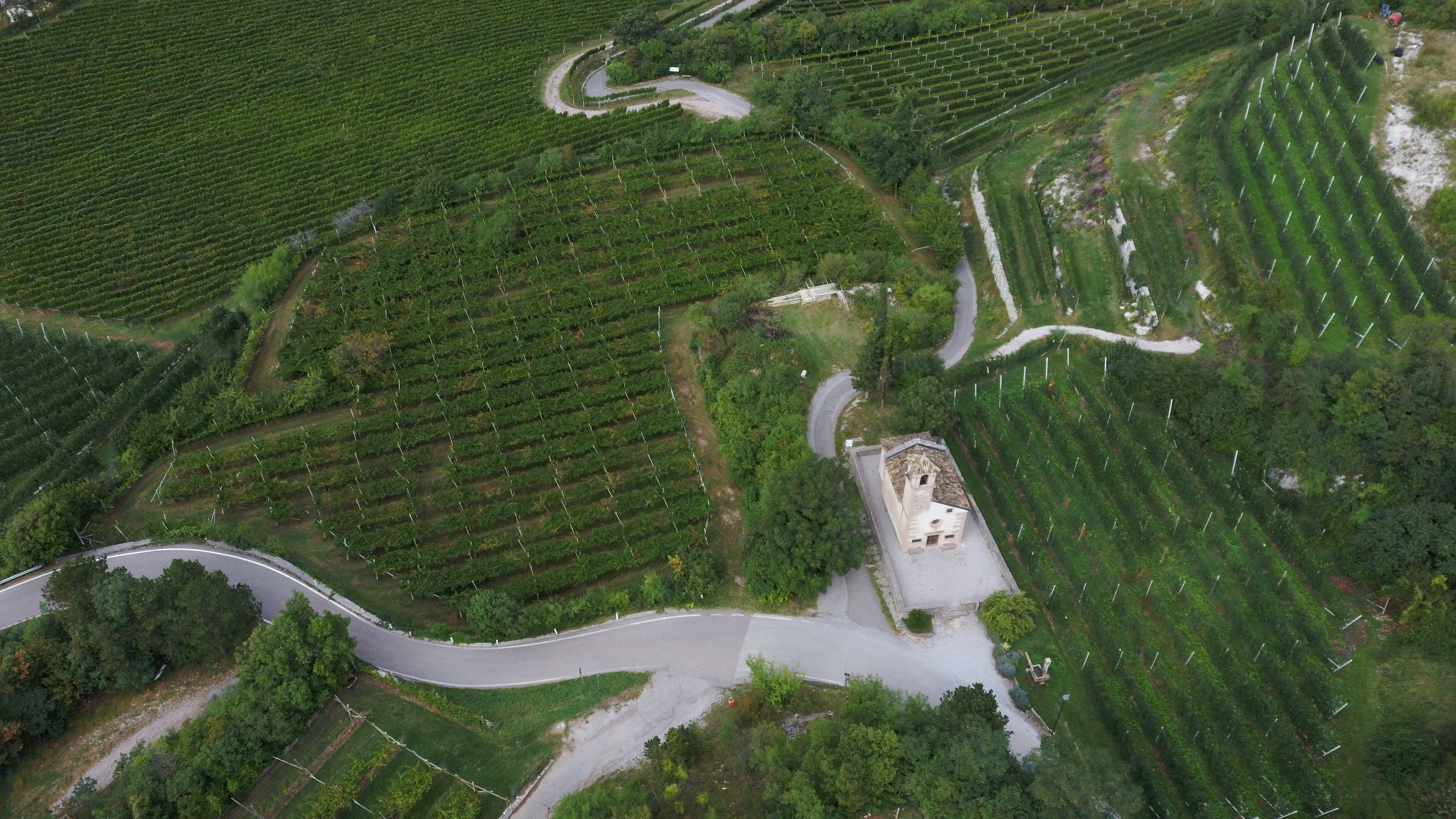
La chiesa e i campi circostanti

La chiesa, orientata verso nord, è circondata da un piccolo sagrato delimitato da un muretto; sorge isolata tra i campi della località Corgnon o Cornion, a ridosso del colle Frassené, sulla strada che da Calavino conduce verso le Sarche. È dedicata a tre santi protettori delle campagne: i vescovi Grato e Giocondo di Aosta, e un non meglio identificato san Mauro martire.
La facciata, coperta da un tetto a uno spiovente verso destra e con pietre angolari a vista, è aperta dal portale d'accesso architravato in marmo rosso di Calavino, affiancato da due finestrelle rettangolari con inferriate: al centro si trova un oculo, e in alto a destra, appena sotto al tetto, un'altra apertura rettangolare che dà accesso al sottotetto e al campanile (anche questi con inferriate); sulla sinistra essa ingloba il fusto del campanile, una torre a base quadrata con cella campanaria aperta da monofore e tettuccio a quattro falde. Il tetto è due spioventi sul resto della navata, e a quattro sul presbiterio; altre due finestre rettangolari con inferriate sono presenti sul fianco destro, una in navata e l'altra, più piccola, nel presbiterio.
L'interno è composto da un'unica navata, suddivisa in due campate; un arco santo introduce al presbiterio rialzato da un gradino; tutti gli ambienti sono voltati a crociera. L'unico altare, in legno, conserva una pala con la Madonna con Bambino e un anziano santo vescovo (uno dei titolari).